# Abdij van Drongen

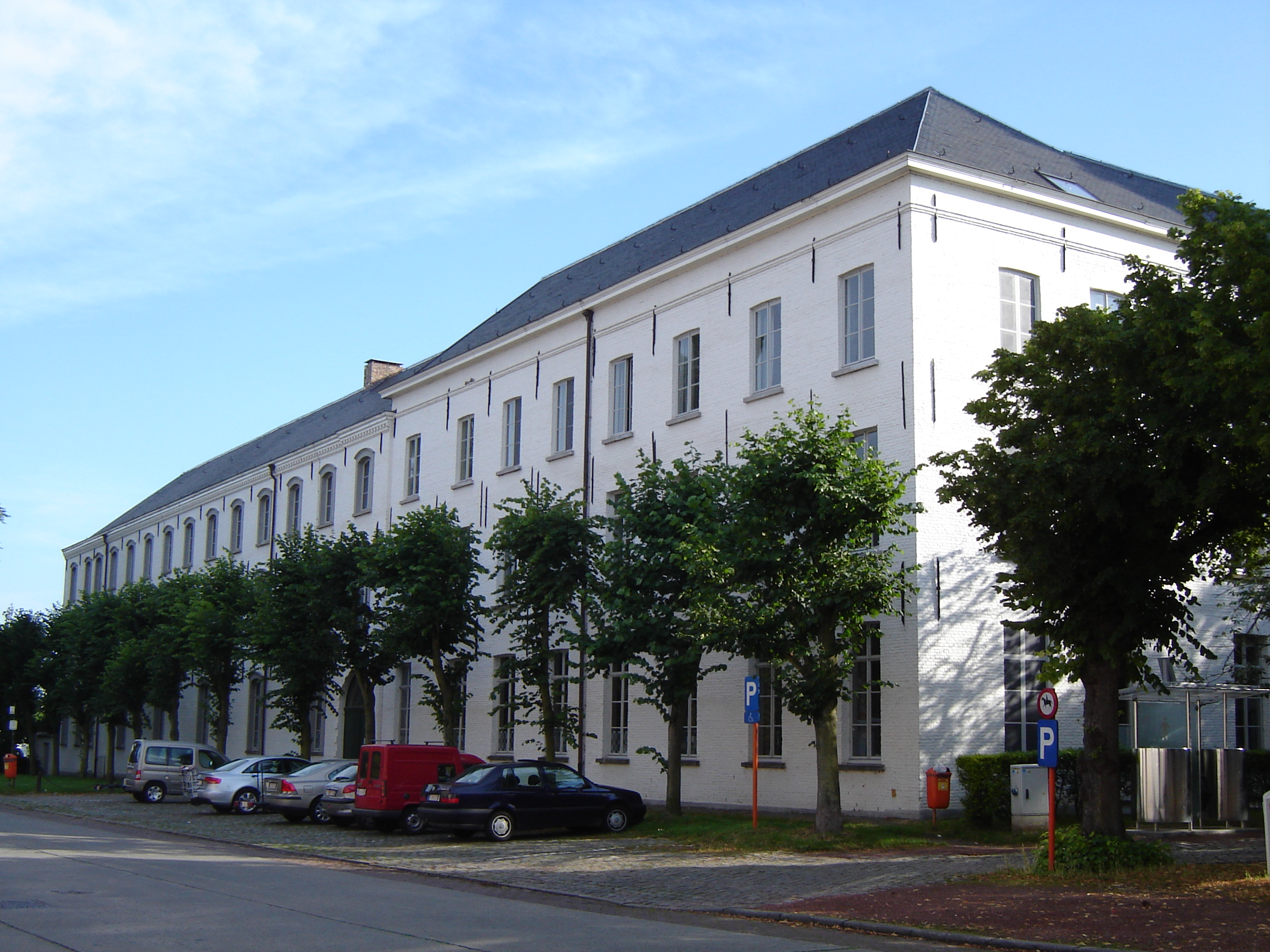
Oude Abdij, oostelijke gevel

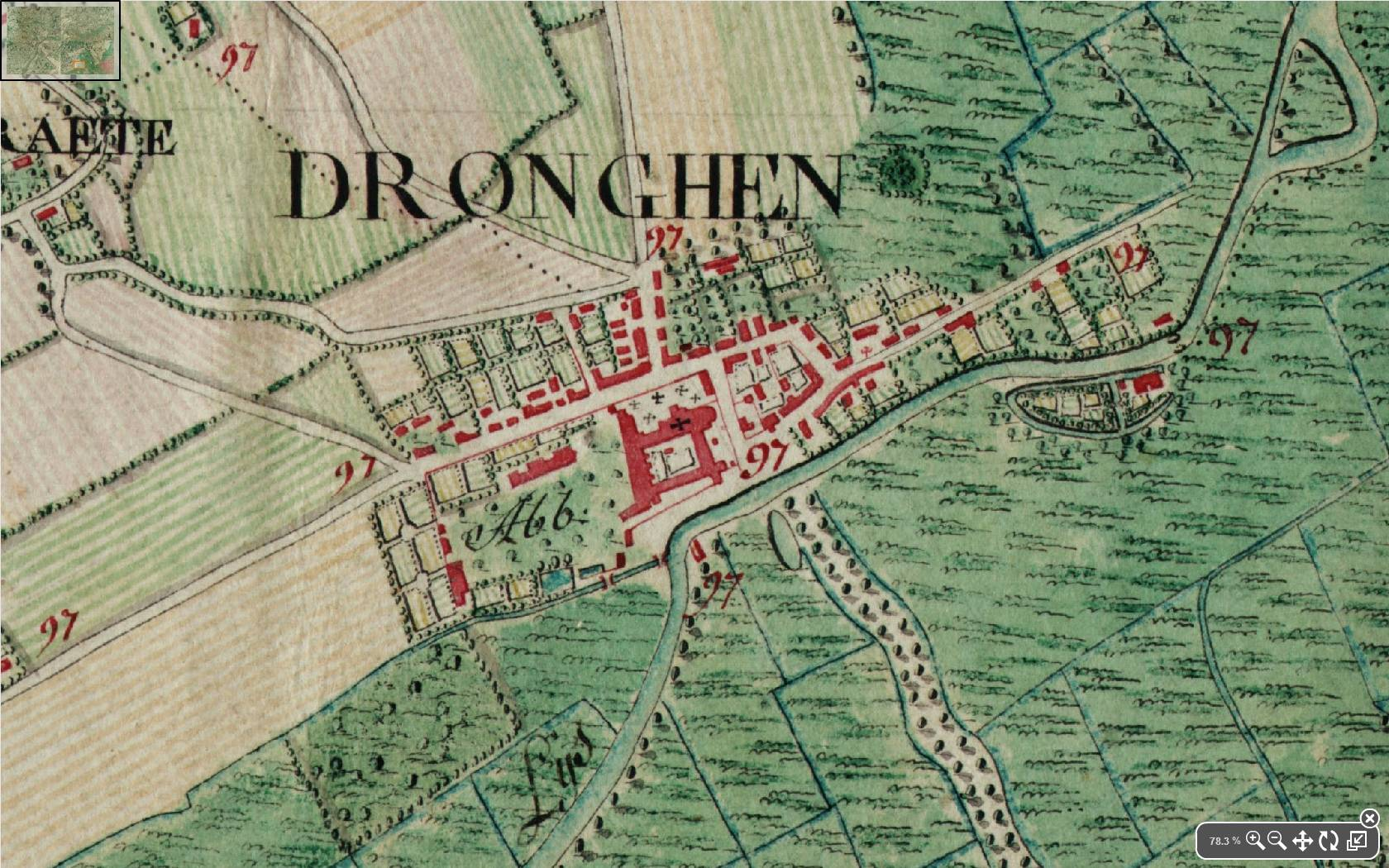
Abdij van Drongen op de Ferrariskaart

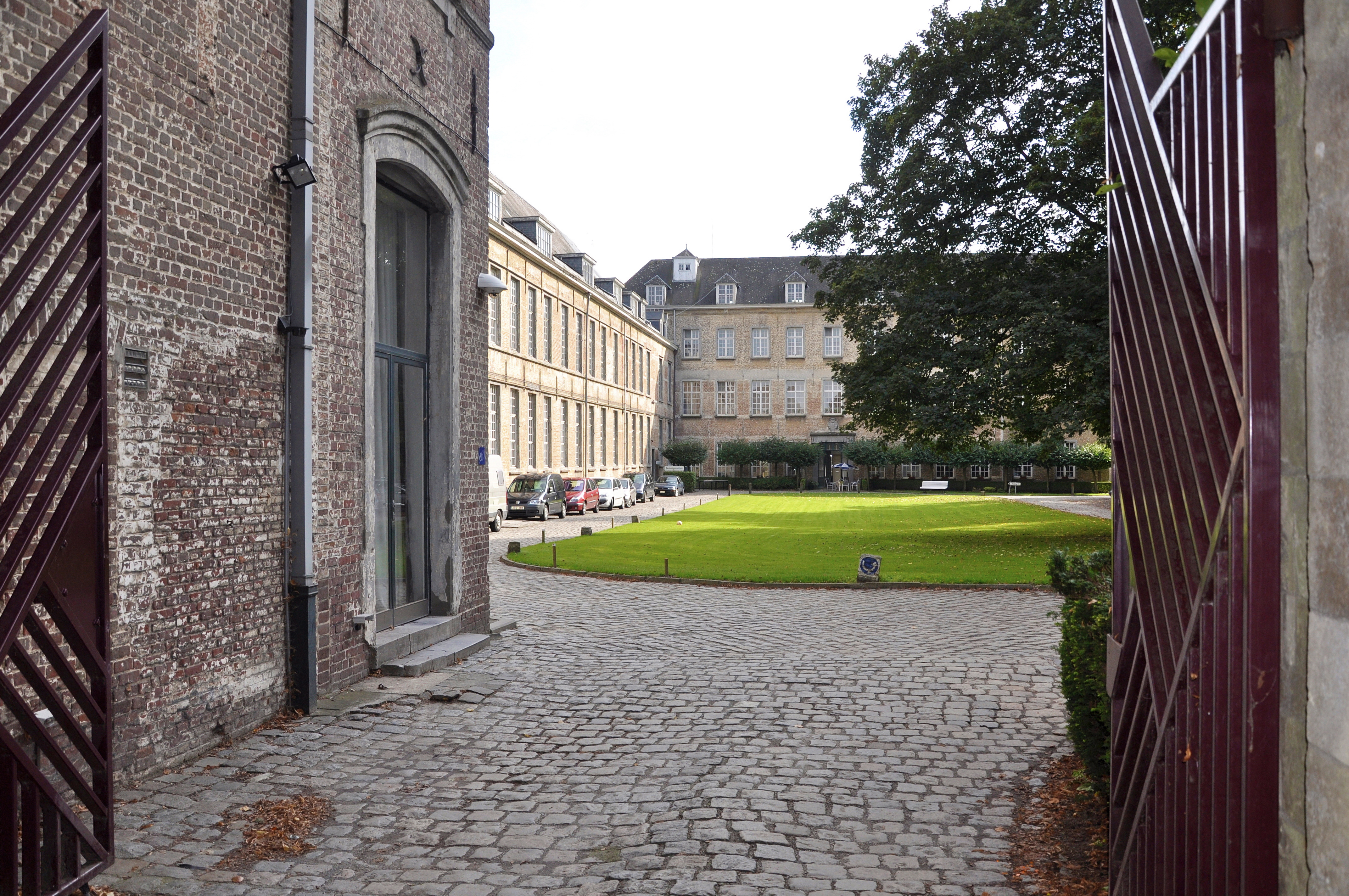
Ingang

De Oude Abdij van Drongen is een abdijcomplex, gelegen aan de Leie in Drongen, een deelgemeente van de Belgische stad Gent. Het hele domein, met inbegrip van de tuin, is sinds 1998 als monument beschermd. De abdij herbergt thans een bezinningscentrum, enkele jezuïeten, een arkgemeenschap en enkele andere bewoners. De na een brand heropgebouwde abdijkerk uit 1734, achtkantig, in witte steen met een busvormige, kleine koepel, doet dienst als parochiekerk van Drongen-Centrum als Sint-Gerolfkerk.

## Geschiedenis
In de middeleeuwen circuleert de legende dat de abdij gesticht werd in de 7e eeuw. Er bestaan twee versies van deze stichtingslegende. Volgens de ene wordt de abdij gebouwd door ene Basinus, koning van Basotes, de andere legende laat de abdij teruggaan op de H. Amandus van Gent. Deze stichtte in die tijd de Sint-Baafs- en de Sint-Pietersabdij in Gent. De eerste geestelijken waren seculiere kanunniken (koorheren). De Noormannen verwoestten de abdij maar onder Boudewijn II de Kale, graaf van Vlaanderen en heer van Drongen, werd zij heropgericht.

### Norbertijnen
In 1136 stichtte Iwein, graaf van Aalst, heer van Waas, Drongen en Liedekerke, een abdij te Salegem (Vrasene, Beveren). Twee jaar later, in 1138, werd de abdij overgebracht naar Drongen, waar de kanunniken de regels van de Premonstratenzers of de Norbertijnen overnamen.
In opdracht van graaf Thomas van Savoye en zijn gemalin Johanna van Constantinopel werden in het Maldegemveld woeste gronden aan de abdij van Drongen verkocht. 
In 1566 had de abdij te lijden onder de Beeldenstorm en in 1578, tijdens de Gentse Republiek, werden de paters verdreven naar een refugehuis Hof van Drongen te Gent. De bezittingen kwamen in handen van Willem van Oranje maar werden door diens erfgenamen in 1609 teruggegeven.
In de 17e eeuw werd de abdij voltooid, ongeveer zoals ze er nu nog staat.
Abt De Stoop  stapte in 1740 af van het plan om van het Maldegemveld een landbouwgebied te maken, dat bleek onmogelijk door de harde kleigrond. Hij liet er dreven volgens dambordmotief aanleggen voor bosontginning in het huidige Drongengoedbos. In 1746 bouwde hij er de nieuwe Drongengoedhoeve.
In 1796, onder de Franse bezetting, werden de paters opnieuw verjaagd en werd de abdij verkocht. Lieven Bauwens installeerde er in 1804 een katoenspinnerij, maar die ging failliet in 1836. Er kwam ook een fabriek voor kleurstoffen uit meekrapwortel.

### Jezuïeten
In 1837 kochten de jezuïeten een deel van de abdij en vestigden er hun noviciaat; in 1848 kochten zij ook de rest van het domein. De opleidingen blijven er meer dan een eeuw tot hun verdwijning in 1968. De bezinningen en de retraites, individueel of in groep, blijven. Zo wordt de abdij een bezinningscentrum en het enig overblijvend Jezuïetenklooster van Gent. 